# Анциструси
Анциструсите (Ancistrus) са род сладководни риби от семейство Лорикариеви от разред Сомоподобни. Рибите са по-известни наименованието лепящи сомове.

## Класификация
Типовият вид се нарича Ancistrus cirrhosus. Това е най-големият род в трибата Анцистрини.
Името идва от гръцката дума agkistron и означаваща кука – препратка към формата на малките пипалца по бузите им. Родовете Pristiancistrus, Thysanocara и Xenocara днес са синоним на Анциструс.

## Външен вид и анатомия
Анциструсът има всички типични белези на семейство Лорикариеви. Това включва тяло покрито с костни съдове и вентрална засмукваща уста. Характеристиките, които най-много го асоциират с рода са месестите пипалца (мустачета) на главата на зрелите мъжки; женските имат пипалца по границата на муцуната, но те са по-малки, а и нямат пипалца по главата. Пипалцата се развиват по гръдната перка на гръбначния стълб на мъжкия на някои видове. Мъжките имат пипалца по бузите, които са слабо развити или липсващи при женските. При тях още липсват и пипалца по муцуната. В сравнение с типичното сомче, анциструса е сравнително малък (15 cm или по-малък), по-сплескан и по-дебел със сравнителни широка глава. Оцветяването е типично пъстро кафяво, сиво или черно. Типични са и малки бели или жълти петна.

## Разпространение и хабитат
Анциструсът е един от най-разпостранените родове от неговото семейство и негови представители има в целия ареал на Лорикариеви. Срещат се в Амазонка в Южна Америка. Има и някои видове A. cryptophthalmus и A. formoso, които живеят в пещери.

## Екология
Храната на този род е типична за Лорикариеви – водорасли. Малките обитават осветените плитчини, правещи ги лесни жертви на птиците.
Видовете Анциструс имат способността да поемат въздух, чрез модифицирания си стомах. Това им позволява да оцеляват в условия с ниско съдържание на въздух.
Размножаването се извършва в пукнатини, пещери. Мъжките чистят пукнатините със смучещите си уста, преди да позволи на женската да се присъедини. Ухажването включва разперване на гръбначната и опашна перка и опити да придружи женската до „гнездото“. Докато женскта оглежда гнездото, мъжкия поддържа близък контакт. Женската снася от 20 до 200 залепнали яйца, обикновено залепени за тавана на пукнатината.
Женската не играе никаква роля в отглеждането на малките. Мъжкият чисти яйцата с перки и уста. Той преглеждат яйцата, за да махне заразени или неоплодени яйца, вентелира въздуха около тях с гръдната си перка и опашката. През това време той няма да напуска пукнатината (пещерата), за да се храни, а ако излезе много бързо се прибира. Яйцата се излюпват за 4 – 10 дни за около период от 2 – 6 часа; пази яйцата за 7 – 10 дни след излюпването. Малките рибки остават в пещерата, закачат се по стената и тавана с усти, абсорбират си жълтъчната си торбичка за 2 – 4 дни и започнат свободно да плуват.
Мъжките от тези видове се конкурират и са териториални. Те се предизвикват, като застават един до друг, глава до опашка, като перките на гърба и опашката се разперват и пипалата на бузите им се обръщат. Ако това ескалира в битка, те се обикалят и атакуват директно в главата. Ако мъжки успее да изкара друг мъжки от гнездото му, то той ще изяде малките мъжки.
Мъжкият може да пази няколко гнезда едновременно. Женските предпочитат мъжки, които пазят яйца или ларви. В едно гнездо могат да се открият едновременно яйца, ларви в различни стадии и свободно плуващи ларви.

## В аквариума
Често се гледат от акваристите затова, че са по-малки от обикновените сомчета. Ядат водорасли. Доста са издръжливи. Лесно се размножават в аквариум. Разбират се с повечето сладководни риби. Има известни вариации в оцветяването им, като най-често срещано е бледо жълти петна на тъмен фон. Не рядко се срещат и албиноси. Предполага се, че хайвера им е чувствителен на светлина и албиносите са може би последствие от излагане на яйцата на силна светлина.
В миналото най-често срещаните видове са били Ancistrus dolichopterus и Ancistrus temminckii, сега има други видове, но е много трудна идентификацията им.
Големината им достига 15 см (мъжката), 12 см (женската), препоръчва се температура от 23 до 27 градуса по Целзий, живеят около 12 години. Храненето е лесно – пасат водорасли, храна от водорасли, храна на люспи, тиква, спанак, краставица, тиквички, зелен фасул и грах, известни са също, че приемат и замразени червеи.
Определянето на пола е много лесно, като женските обикновено имат израстъчета по ръба на брадата, а мъжките ги имат на центъра на главата. Понякога и женските имат такива израстъци, но са много малки.
Размножаването не е трудно: Мъжкият привлича женската в пещера или пукнатина, след това охранява яйцата след като ги оплоди докато се измътят (4 – 8 дни) и почнат свободно да плуват (4 – 6 дни след като се измътят), аквариста трябва да осигури подходяща пещера, храна и по един индивид от двата пола. Както и другите сомчета, анциструса би харесал наличието на блатно дърво, което ще изтържат и ще използват за криене – в отсъствието на друга растителна материя дървото е важно за тяхното оцеляване, като помага на метаболизма им при преработката на високопротеинова храна.
Трябва да се внимава пипалата им да не попаднат във филтъра или да се закачат на кепче.

## Видове
Родът Анциструс включва най-малко 59 именувани вида. Неименуваните Лорикариеви обикновено се идентифицират по L-номер (особено извън академичните кръгове).
| - A. aguaboensis - A. bodenhameri - A. bolivianus - A. brevifilis - A. brevipinnis - A. bufonius - A. caucanus - A. centrolepis - A. chagresi - A. cirrhosus - A. claro - A. clementinae - A. cryptophthalmus - A. cuiabae - A. damasceni - A. dolichopterus - A. dubius - A. erinaceus - A. eustictus - A. formoso - A. fulvus | - A. galani - A. gibbiceps - A. gymnorhynchus - A. heterorhynchus - A. hoplogenys - A. jataiensis - A. jelskii - A. latifrons - A. leucostictus - A. lineolatus - A. lithurgicus - A. macrophthalmus - A. maculatus - A. malacops - A. maracasae - A. marcapatae - A. martini - A. mattogrossensis - A. megalostomus - A. minutus - A. montanus | - A. multispinis - A. nationi - A. nudiceps - A. occidentalis - A. occloi - A. parecis - A. pirareta - A. piriformis - A. ranunculus - A. reisi - A. spinosus - A. stigmaticus - A. tamboensis - A. taunayi - A. temminckii - A. tombador - A. trinitatis - A. triradiatus - A. variolus - A. verecundus |